# Tony Kendall (acteur)
Pour les articles homonymes, voir Kendall.
Luciano Stella, connu sous le nom de scène de Tony Kendall (né le 22 août 1936 à Rome et mort le 28 novembre 2009 dans la même ville) est un acteur italien.

## Biographie
Tony Kendall débute comme modèle dans des romans-photos. Son nom d'artiste, Tony Kendall, lui a été suggéré par Vittorio De Sica comme l'ont fait de nombreux acteurs italiens dont les films étaient projetés hors de l'Italie. Il joua dans plusieurs films français comme Flic ou Voyou de Georges Lautner.

## Filmographie

### Cinéma
- 1957 : Femmine tre volte
- 1963 : Le Corps et le Fouet
- 1963 : Brenno le tyran (Brenno il nemico di Roma)
- 1964 : La jena di Londra
- 1964 : L'uomo mascherato contro i pirati de Vertunnio De Angelis : capitaine Ruiz
- 1964 : Les Pirates du Mississippi
- 1965 : Fango sulla metropoli
- 1965 : Les Aigles noirs de Santa Fé
- 1965 : Serenade für zwei Spione
- 1965 : Le commissaire X traque les chiens verts (Kommissar X - Jagd auf Unbekannt)
- 1966 : Chasse à l'homme à Ceylan
- 1966 : Commissaire X dans les griffes du dragon d'or
- 1967 : Les Trois Fantastiques Supermen
- 1967 : I criminali della metropoli
- 1968 : Kommissar X - Drei blaue Panther
- 1969 : Les Intouchables
- 1969 : Commissaire X et les Trois Serpents d'or
- 1969 : Liebesvögel
- 1970 : Django défie Sartana (Django sfida Sartana) de Pasquale Squitieri : Django
- 1970 : Les Vengeurs de l'Ave Maria
- 1971 : El ojo del huracán
- 1971 : Sartana, pistolet pour cent croix (Una pistola per cento croci!) : Sartana
- 1971 : Le Pistolero de Tombstone : Dakota
- 1972 : La ragazza fuoristrada
- 1972 : Kommissar X jagt die roten Tiger
- 1972 : Cerco de terror
- 1972 : Storia di sangue
- 1972 : La Nonne et les Sept Pécheresses : Jeff
- 1973 : La notte dell'ultimo giorno
- 1973 : Bruna, formosa, cerca superdotato per tango a Milano
- 1973 : Li chiamavano i tre moschettieri… invece erano quattro
- 1973 : Le Retour des morts-vivants
- 1973 : La Dernière Bourrée à Paris de Raoul André
- 1973 : I giochi proibiti dell'Aretino Pietro
- 1974 : Las garras de Lorelei
- 1976 : Cuibul salamandrelor
- 1976 : Último deseo
- 1977 : Zanna Bianca nel west
- 1977 : Yéti - Le géant d'un autre monde
- 1978 : Corleone de Pasquale Squitieri
- 1979 : Flic ou Voyou de Georges Lautner
- 1980 : Le Guignolo de Georges Lautner
- 1982 : Delitto sull'autostrada
- 1982 : Attila flagello di Dio
- 1987 : Der Stein des Todes
- 1989 : Thrilling Love
- 1991 : Il muro di gomma
- 1993 : Nel continente nero
- 2000 : Alex l'ariete
- 2007 : Voce del verbo amore

### Télévision

#### Téléfilm
- 1978 : Circuito chiuso

#### Série télévisée
- 1985 : Caccia al ladro d'autore (Il ratto di Proserpina) : Le colonel Raimondi